# Anne Briand
Anne Briand (n. 2 iunie 1968, Mulhouse, Franța) este o biatlonistă ce a reprezentat Franța, medaliată olimpică. A participat la 2 ediții ale Jocurilor Olimpice (1992, 1994) în care a câștigat o medalie de aur, o medalie de argint și o medalie de bronz.